# Бенгалія

Бенгалія на мапі Південної Азії

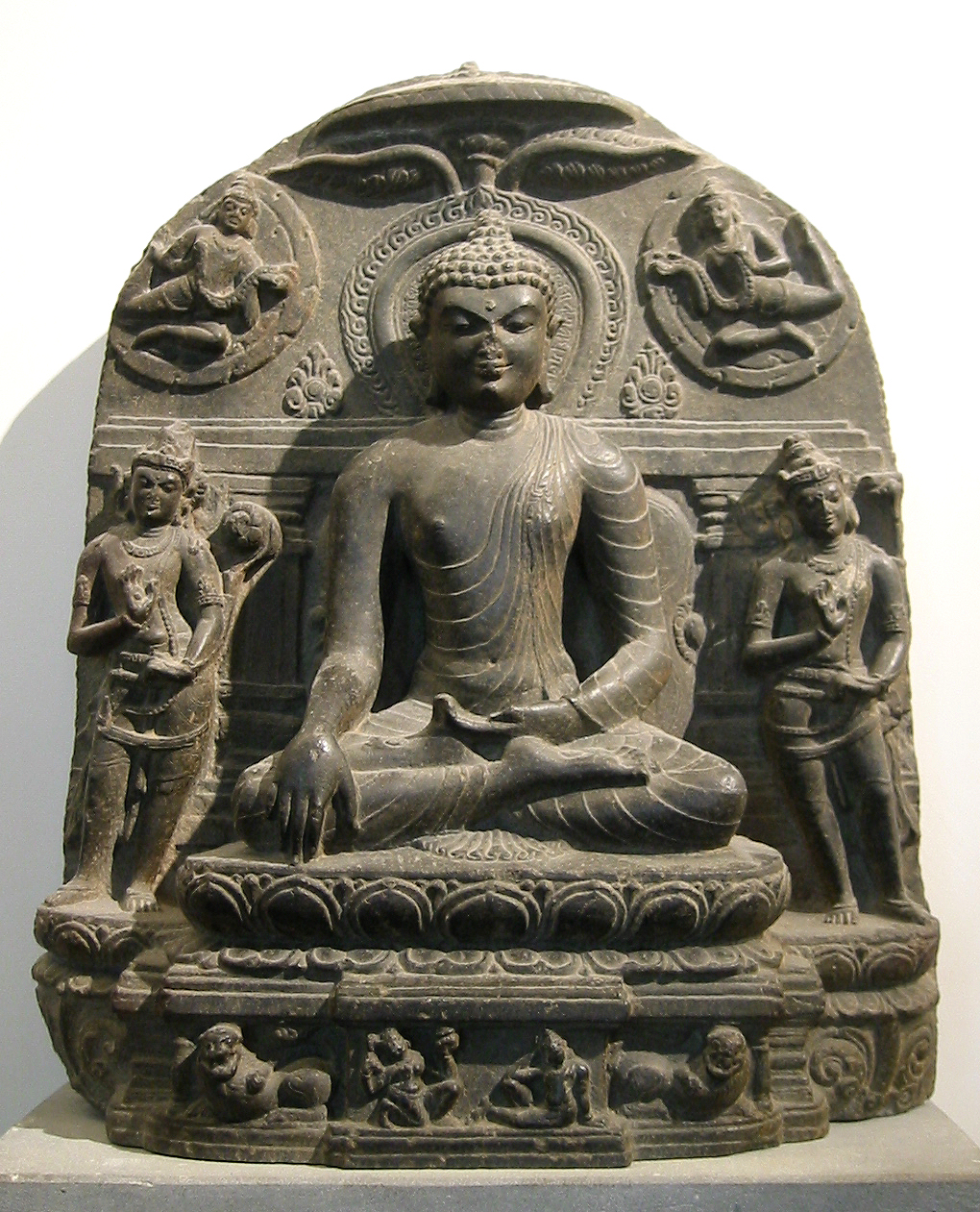
Будда і Бодгісаттва, XI ст., імперія Пала

Бенга́лія — історична область у Південній Азії, розташована в басейні нижньої течії річок Ґанґи та Брахмапутри у східній частині Бенгальської низовини. На сьогодні Бенгалія розділена між Індією (Західна Бенгалія — штат на сході Індії) та державою Бангладеш (Східна Бенгалія).

## Територія
До поділу після Другої світової війни на Східний Пакистан і Західну Бенгалію, Бенгалія займала територію в 1674279 км².

## Історія

### До британців
З найдавнішого історичного життя Бенгалії відомо небагато.
До VI століття до н. е. велика частина території Бенгалії входила до могутнього королівства Магадха.
Частина Бенгалії належала царству Камарупа, що існувало з IV століття до 1200-х років.
Після вторгнення в Індію магометан перекази стають достовірнішими. У 1203 році Бенгалія була ними завойована, а в 1225 увійшла до складу Делійського султанату. 1279 року губернатор Бенгалії, Тограб, зробив спробу відвоювати незалежність. Він прийняв королівський титул, але зазнав поразки у війні, яку вів проти свого повелителя. Пізніші намісники також, з більшим чи меншим успіхом, намагалися звільнитися від панування Делі, так що історія Бенгалії в продовження середніх століть є низкою революцій і узурпацій на короткий або більш тривалий час. 1342 року утворився Бенгальський султанат.
Тільки великому моголові Акбару вдалося знову зв'язати Бенгалію тісними узами з Делі. З 1585 року цією країною управляли субадари, або віце-королі. Коли англійці 1633 року отримали дозвіл вести в Бенгалії торгівлю, вони заснували там факторії і стали дедалі більше розширювати свої володіння. З їхніх факторій найзначніші знаходилися в Ґуґлі і Коссімбазарі. 1698 року вони отримали право зміцнити факторії.
Через чотири роки вони перенесли факторію з Ґуґлі в нинішню Колкату (Калькутту), попередньо купивши це місце, так само як Чатанутті і Ґовіндпур. З цього часу постала доволі сильна незалежна Бенгалія. У 1756 році набоб Бенгалії Сирадж уд-Даула, непримиренний ворог англійців, вигнав їх з Коссімбазара і рушив до Калькутти, яка після нетривалої оборони змушена була здатися. Взяті в полон англійці були кинуті в сумнозвісну Чорну Яму, де велика їх частина загинула. Генерал-губернатор Клайв, однак, знову взяв Калькутту у 1757 році.
Мир було укладено, але скоро ворожі дії поновилися і закінчилися битвою при Плессі, яка затвердила могутність англійців в Індії. Кілька років потому, після битви при Буксарі (1764), великий могол Шах-Алам II поступився Британській Ост-Індській компанії провінцією (Subahs) Бенгалія, Бегар і Орісса.

### При британцях

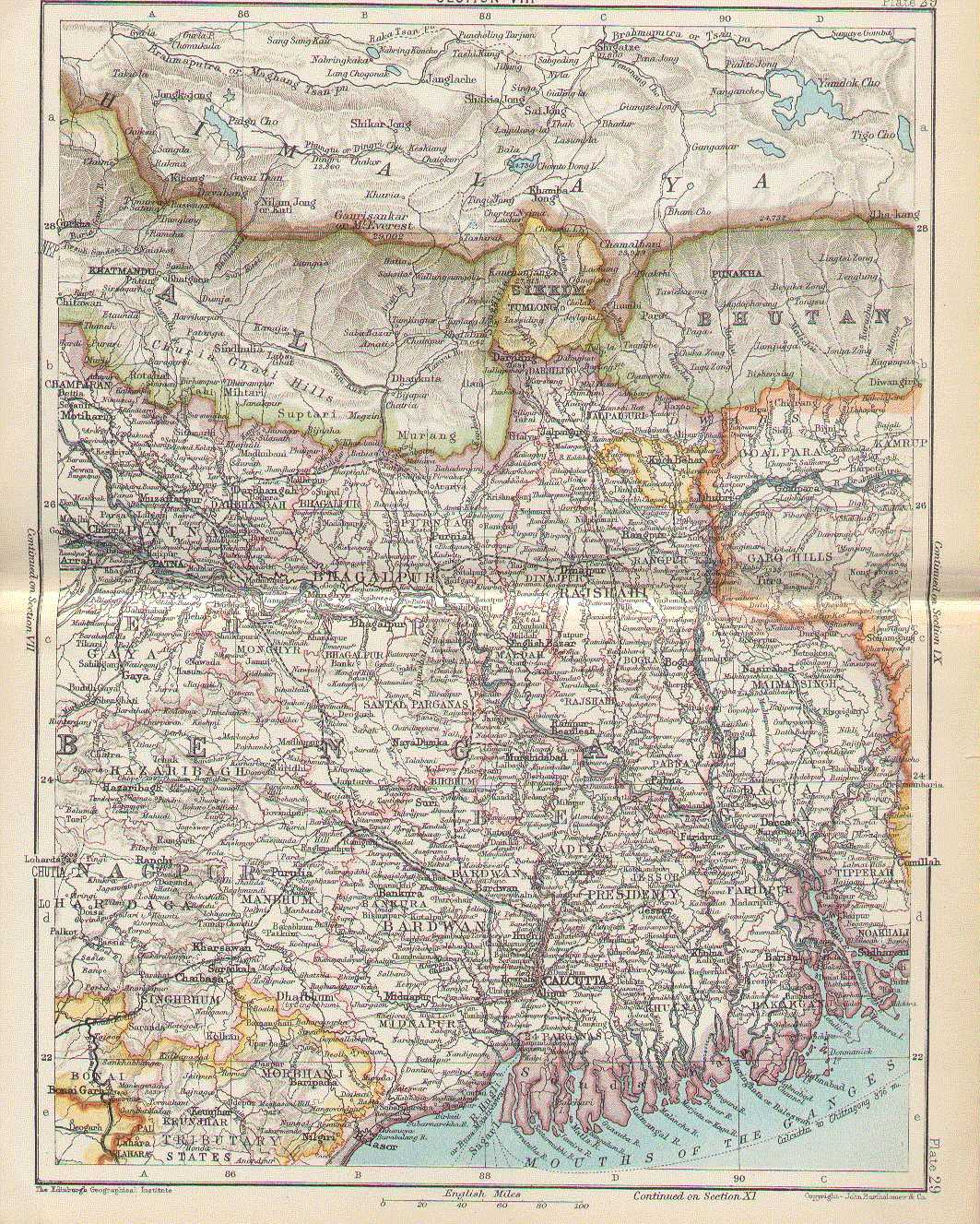
Бенгалія в 1893 до поділу, включаючи Калькутту

За статистичними даними, в 1881 в Бенгалії проживало 162 607 990 жителів. На чолі управління перебував віце-король — генерал-губернатор Індії з радою ( Governor-general of India in Council), і вона складалася з 10 головних відділів, або провінцій, а саме:
1) Нижніх провінцій, або власне Бенгалії, 2) Північно-західних провінцій з Удом (англ. Oudh), 3) Пенджабу, 4) Центральних провінцій, 5) Майсура; 6) Курґу; 7) Британської Бірми; 8) Ассаму; 9) Аджміру і Маірвари; 10) Берару.
Сюди приєднуються ще держави, що платять данину, з територією в 455 422 км ² і 9 445 563 жителів. В Пенджабі, Нижніх і Північно-західних провінціях були поставлені на чолі цивільного управління намісники генерал-губернатора, а в Бірмі, Ассам і Центральних провінціях головні комісари (Chief-Commissioners). Аджмір і Маірвара, Берар, Майсур і курга перебував під безпосереднім управлінням остіндского генерал-губернатора.
(далі буде)
Бенгалія — найбільш розвинутий у культурному і політичному відношенні район Індії.
Звідси в 17 столітті англійці почали завоювання Індії.
Бенгалія — один із районів поширення індійського національного повстання 1857-1859 років.
Антианглійськими виступами в Бенгалії почалося революційне піднесення в Індії 1905-1907.
1947 року Бенгалія була поділена між Пакистаном та Індією.
1971 року Східна Бенгалія, яка була частиною Пакистану, проголосила незалежність, і утворився Банґладеш.